# Simo Tadić
Simo Tadić, bosansko-hercegovski častnik in politik, * 12. avgust 1913, † ?.

## Življenjepis
Tadić, po poklicu drvar, se je leta 1941 pridružil NOVJ in KPJ; med bojno je bil politični komisar več enot.
Po vojni je bil član vlade BiH, sekretar Republiškega sveta Zveze sindikatov BiH, član CK ZK BiH, član Kontrolne komisije ZK BiH,...